# Drosera enodes

Verbreitung von Drosera enodes in Australien

Drosera enodes ist eine fleischfressende Pflanze aus der Gattung Sonnentau (Drosera). Sie gehört zur Gruppe der sogenannten Zwergsonnentaue und ist im südwestlichen Australien heimisch.

## Beschreibung
Drosera enodes ist eine mehrjährige, krautige Pflanze. Diese bildet eine kompakte rosettenförmige Knospe aus horizontalen und halb aufrecht stehenden Blättern Rosette mit einem Durchmesser von etwa 2,5 cm und 1,5 cm Höhe. Die Sprossachse ist 1,55 cm lang und mit welken Blättern der Vorsaison bedeckt. 
Die Knospe der Nebenblätter ist eiförmig, zottig, 7 mm lang und 5 mm im Durchmesser an der Basis. Die Nebenblätter selbst sind 3 mm lang, 2 mm breit und dreilappig. Der mittlere Lappen ist in 3 Segmente unterteilt.
Die Blattspreiten sind elliptisch, bis zu 2 mm lang und 1,5 mm breit. Die längeren Tentakeldrüsen befinden sich am Rand, kürzere in Inneren. Auf der Unterseite sind sie unbehaart. Die Blattstiele sind bis zu 8 mm lang, an der Basis 0,8 mm breit und verjüngen sich auf bis zu 0,5 mm an der Blattspreite. Sie sind auf der Unterseite mit nur wenigen, kleinen Drüsenhaaren vereinzelt besetzt. 
Blütezeit ist September bis November. Die ein bis drei Blütenstände sind bis zu 7,5 cm lang und komplett unbehaart. Der Blütenstand ist ein Wickel aus 3 bis 20 Blüten an rund 4,5 mm langen Blütenstielen. Die schmal eiförmigen Kelchblätter sind 2 mm lang und 0,9 mm breit. Die Ränder sind unregelmäßig gezahnt und die Oberfläche unbehaart. Die weißen Kronblätter sind schmal elliptisch mit einer kleinen fingerartigen Sektion an der Basis, 3,5 mm lang und 1,2 mm breit.
Die fünf Staubblätter sind 1,5 mm lang. Die Fäden sind weiß, die Staubbeutel und die Pollen gelb. Der grünlich-weiße Fruchtknoten ist muschelförmig, 0,6 mm lang und 0,6 mm im Durchmesser. Die 3 weißen, aufrechten Griffel sind 0,5 mm lang und 0,1 mm im Durchmesser. Die Narben sind weiß, nach innen gebogen, 1,5 mm lang und 0,2 mm im Durchmesser an der Basis.
Typisch für Zwergsonnentaue ist die Bildung von Brutschuppen: Die eiförmigen, 1 mm dicken Brutschuppen werden gegen Ende November bis Anfang Dezember in großer Zahl gebildet und haben eine Länge von ca. 2 mm und eine Breite von 1,2 mm.

## Verbreitung, Habitat und Status
Drosera enodes kommt nur auf einer kleinen Fläche im äußersten Südwesten Australiens vor. Die Pflanze gedeiht dort an den Rändern von Sümpfen in schwarzem, torfigen Sand in der Scott River Region und auf Lehm- und Lateritböden an winterfeuchten Wassertümpeln im Schutz von Dscharrabäumen im Gebiet um Busselton.
Drosera enodes ist in Westaustralien nicht selten, bedroht oder eingeschleppt

## Systematik
Der Name "enodes" (= ohne Knoten) bezieht sich auf die kurzen Stämmchen dieser Art Drosera enodes wurde 1992 von Allen Lowrie und Neville Graeme Marchant als Art beschrieben.